# 戛纳音乐台
戛纳音乐台（kiosque à musique de Cannes）是法国戛纳的一座历史建筑，位于自由戴高乐路（Allées de la Liberté-Charles-de-Gaulle）和菲利·福尔街（Rue Félix Faure），面向老港，距离市政厅不远。建筑师Louis Hourlier。1880年7月14日建成启用。1990年4月3日列为法国历史古迹。